# Тринити и что было потом
Тринити и что было потом. Фильм об атомной бомбе (англ. Trinity and Beyond: The Atomic Bomb Movie) — документальный фильм об испытаниях ядерного оружия в США.

## Сюжет
Фильм начинается с испытания 100-тонного неядерного заряда (в качестве ВВ использовался тротил), проведённого 7 мая 1945 года на полигоне близ Аламогордо как калибровочное испытание. Спустя 2 месяца на этом же самом месте будет испытана первая атомная бомба с кодовым названием «Тринити». Далее в фильме рассказывается о проведённых испытаниях в хронологическом порядке, показывая кадры бомбардировки Хиросимы и Нагасаки, и заканчивая китайскими ядерными испытаниями 1960-х годов.

## Интересные факты
Музыка к фильму (композитор William T. Stromberg) была исполнена Московским симфоническим оркестром, что символизировало окончание Холодной войны. 